# Алмазово (Сергиево-Посадский район)
Алмазово — деревня в Сергиево-Посадском районе Московской области, в составе муниципального образования Сельское поселение Шеметовское (до 29 ноября 2006 года входила в состав Кузьминского сельского округа).

## Население
| 2002 | 2006 | 2010 |
| ---- | ---- | ---- |
| 1    | →1   | ↘0   |

## География
Алмазово расположено примерно в 33 км (по шоссе) на север от Сергиева Посада, по правому берегу реки Вытравка (левый приток реки Дубны), высота центра деревни над уровнем моря — 154 м. На 2016 год в деревне зарегистрировано 1 садовое товарищество. Деревня связана автобусным сообщением с райцентром и соседними населёнными пунктами.